# John T. Dillon
John T. Dillon (Deal, 19 giugno 1876 – Los Angeles, 29 dicembre 1937) è stato un attore statunitense.
Era fratello dell'attore Edward Dillon. Ha preso parte a circa 140 tra film e cortometraggi muti dal 1908 al 1936.

## Filmografia parziale

### 1908
- Lonesome Junction
- The Greaser's Gauntlet, regia di David W. Griffith (1908)

### 1910
- In the Border States, regia di David W. Griffith (1910)
- The Marked Time-Table, regia di David W. Griffith (1910)
- A Child's Impulse, regia di David W. Griffith (1910)
- A Midnight Cupid, regia di David W. Griffith (1910)
- What the Daisy Said, regia di David W. Griffith (1910, non accreditato)
- A Flash of Light', regia di David W. Griffith (1910)
- As the Bells Rang Out!, regia di David W. Griffith (1910)
- An Arcadian Maid, regia di David W. Griffith (1910)
- Her Father's Pride', regia di David W. Griffith (1910)
- The House with Closed Shutters, regia di David W. Griffith (1910)
- The Affair of an Egg, regia di Frank Powell (1910)
- A Mohawk's Way', regia di David W. Griffith (1910)
- The Iconoclast', regia di David W. Griffith (1910)
- That Chink at Golden Gulch', regia di David W. Griffith (1910)
- The Broken Doll', regia di David W. Griffith (1910)
- The Banker's Daughters', regia di David W. Griffith (1910)
- His Wife's Sweethearts, regia di Frank Powell (1910)
- After the Ball, regia di Frank Powell (1910)

### 1911
- The Two Paths, regia di David W. Griffith (1911)
- The Italian Barber, regia di David W. Griffith (1911)
- Help Wanted (1911)
- His Trust Fulfilled, regia di David W. Griffith (1911)
- Fate's Turning, regia di David W. Griffith (1911)
- The Poor Sick Men
- What Shall We Do with Our Old?, regia di David W. Griffith (1911)
- Fisher Folks
- A Decree of Destiny, regia di David W. Griffith (1911)
- Comrades, regia di Dell Henderson e Mack Sennett (1911)
- Was He a Coward?
- Teaching Dad to Like Her
- Cured, regia di Frank Powell
- The Spanish Gypsy, regia di David W. Griffith (1911)
- The Broken Cross, regia di David W. Griffith (1911)
- Madame Rex, regia di David W. Griffith (1911)
- A Knight of the Road, regia di David W. Griffith (1911)
- The Two Sides, regia di David W. Griffith (1911)
- In the Days of '49, regia di David W. Griffith (1911)
- The New Dress, regia di David W. Griffith (1911)
- The Crooked Road, regia di David W. Griffith (1911)
- The Primal Call, regia di David W. Griffith (1911)
- Bobby, the Coward, regia di David W. Griffith (1911)
- The Indian Brothers, regia di David W. Griffith (1911)
- The Last Drop of Water, regia di David W. Griffith (1911)
- Out from the Shadow, regia di David W. Griffith (1911)
- The Ruling Passion, regia di David W. Griffith (1911)
- The Blind Princess and the Poet, regia di David W. Griffith (1911)
- Caught with the Goods, regia di Mack Sennett (1911)

### 1912
- The Transformation of Mike, regia di D.W. Griffith (1912)
- The Sunbeam, regia di D.W. Griffith (1912)
- A String of Pearls, regia di D.W. Griffith (1912)
- The Root of Evil, regia di D.W. Griffith (1912)
- The District Attorney's Conscience, regia di James Kirkwood – cortometraggio (1912)
- Blind Love, regia di D.W. Griffith (1912)
- A Disappointed Mama
- A Ten-Karat Hero
- Like the Cat, They Came Back
- The Musketeers of Pig Alley, regia di David W. Griffith (1912)
- His Auto's Maiden Trip
- Gold and Glitter, regia di David W. Griffith e Frank Powell (1912)
- My Baby, regia di D.W. Griffith e Frank Powell (1912)
- Their Idols, regia di Dell Henderson (1912)
- The Informer, regia di D.W. Griffith (1912)
- An Absent-Minded Burglar, regia di Mack Sennett e Dell Henderson (1912)
- Brutality, regia di D.W. Griffith (1912)
- Il cappello di Parigi (The New York Hat), regia di D.W. Griffith (1912, non accreditato)
- My Hero, regia di D.W. Griffith (1912)
- The Burglar's Dilemma, regia di David W. Griffith (1912)
- A Cry for Help, regia di D.W. Griffith (1912)
- The God Within, regia di David W. Griffith (1912)

### 1913
- The Telephone Girl and the Lady
- The Tender Hearted Boy
- A Misappropriated Turkey
- Oil and Water, regia di David W. Griffith (1913)
- A Chance Deception
- Love in an Apartment Hotel
- Fate, regia di David W. Griffith (1913)
- A Welcome Intruder
- The Sheriff's Baby
- The Hero of Little Italy
- He Had a Guess Coming
- A Horse on Bill
- A Ragtime Romance
- The Wanderer, regia di David W. Griffith (1913)
- The Tenderfoot's Money
- Olaf-An Atom, regia di Anthony O'Sullivan - cortometraggio (1913)
- A Dangerous Foe
- Red Hicks Defies the World
- The Switch Tower
- Almost a Wild Man
- The Mothering Heart
- In Diplomatic Circles
- Her Mother's Oath
- The Enemy's Baby
- A Gambler's Honor
- The Mirror, regia di Anthony O'Sullivan (1913)
- The Vengeance of Galora
- Mr. Spriggs Buys a Dog
- The Monument, regia di Anthony O'Sullivan (1913)
- Under the Shadow of the Law
- I Was Meant for You
- The Work Habit
- A Woman in the Ultimate
- A Modest Hero
- For the Son of the House
- A Fallen Hero

### 1914
- The Gangsters of New York, regia di James Kirkwood (1914)
- Brute Force, regia di David W. Griffith (1914)
- A Diamond in the Rough, regia di John G. Adolfi (1914)
- The Broken Bottle
- Amore di madre o Home, Sweet Home, regia di D.W. Griffith (1914)
- Seven Days (1914)
- Il portinaio (The New Janitor), regia di Charlie Chaplin (1914)
- The Tear That Burned
- The Hop Smugglers
- Le due orfanelle (The Sisters), regia di Christy Cabanne (1914)
- The Old Good-for-Nothing

### 1915
- The Keeper of the Flock
- The Outcast, regia di John B. O'Brien (1915)
- Il ritorno (The Comeback), regia di Raoul Walsh (1915)
- The Smuggler, regia di Raoul Walsh (1915)
- Homage, regia di William Worthington (1915)
- The Pretender, regia di Fred Kelsey (1915)
- His Guiding Angel
- Sotto l'unghia dei tiranni (Martyrs of the Alamo), regia di Christy Cabanne (1915)

### 1916
- The Lost Bridegroom
- Destiny's Toy, regia di John B. O'Brien (1916)

### 1917
- A Girl Like That, regia di Dell Henderson (1917)
- A Rich Man's Plaything
- A Case at Law

### 1918
- All Woman, regia di Hobart Henley (1918)
- The Embarrassment of Riches, regia di Edward Dillon (1918)

### 1919
- Putting One Over, regia di Charles Giblyn (1919)

### Anni venti
- She Loves and Lies, regia di Chester Withey (1920)
- The Journey's End, regia di Hugo Ballin (1921)
- Midnight Molly

### Anni trenta
- Ritornerà primavera
- La riva dei bruti (Frisco Kid), regia di Lloyd Bacon (1935)
- Occhioni scuri